# Jan Plíva
Jan Plíva (7. srpna 1910, Soběslav – 27. srpna 1985) byl český akademický malíř.

## Život
Narodil se 7. srpna roku 1910 v Soběslavi. Vystudoval UMPRUM v Brně u profesorů Petra Dillingera a Františka Václava Sussera. Část života žil v obci Červený Hrádek.
Celý život se věnoval převážně malbě jihočeské a severočeské krajiny. Jeho díla se nacházejí v galeriích po celém Česku. Obrazy maloval olejem, hnědou rudkou nebotemperou. Často používal techniku zvanou kvaš.
Zemřel v srpnu roku 1985.